# Presidente di Barbados
Il Presidente della Repubblica di Barbados (in lingua inglese: President of the Republic of Barbados) è il capo di Stato della repubblica di Barbados.

## Lista
| #  | Presidente | Presidente | Presidente          | Mandato          | Mandato   | Partito      |
| #  | Presidente | Presidente | Presidente          | Inizio           | Fine      | Partito      |
| -- | ---------- | ---------- | ------------------- | ---------------- | --------- | ------------ |
| 1ª |            |            | Sandra Mason (1949) | 30 novembre 2021 | in carica | Indipendente |